# ファルネソールデヒドロゲナーゼ
ファルネソールデヒドロゲナーゼ（farnesol dehydrogenase）は、セスキテルペノイド生合成酵素の一つで、次の化学反応を触媒する酸化還元酵素である。
2-trans,6-trans-ファルネソール + NADP+ {\displaystyle \rightleftharpoons } 2-trans,6-trans-ファルネサール + NADPH + H+
すなわち、この酵素の基質は2-trans,6-trans-ファルネソールとNADP+、生成物は2-trans,6-trans-ファルネサールとNADPHとH+である。
組織名は2-trans,6-trans-farnesol:NADP+ 1-oxidoreductaseで、別名にNADP+-farnesol dehydrogenase, farnesol (nicotinamide adenine dinucleotide phosphate) dehydrogenaseがある。